# El pequeño señor Friedemann
El pequeño señor Friedemann es una novela corta de Thomas Mann. Se publicó por primera vez en mayo de 1897 como contribución a la revista Neue Deutsche Rundschau. Apareció un año después en la colección de novelas y cuentos del mismo nombre de 1898 en la Colección Fischer.

## Trama
La novela cuenta en quince breves capítulos la biografía de Johannes Friedemann. Su nodriza, borracha, dejó que Johannes, de cuatro semanas, se cayera del cambiador, y él sufre una deformidad física desde entonces. "No era hermoso [...] con su pecho puntiagudo y alto, su espalda ancha y sus brazos demasiado largos y delgados" y "ofrecía una vista muy extraña. Pero sus manos y pies eran delicados y angostos, y tenía grandes ojos color leonado, una boca de corte suave y fino cabello castaño claro. Aunque su rostro era tan lastimoso entre sus hombros, era casi hermoso."
Aunque su familia pertenece a los primeros círculos de una mediana ciudad comercial, ya no son ricos desde la temprana y repentina muerte de su padre, un cónsul holandés. Su madre protege al pequeño Johannes con “amabilidad lúgubre”, y sus tres hermanas mayores, que son “bastante feas” y solteronas, también cuidan con cariño a su hermano.
Cuando, a los dieciséis años, se enamora de la linda hermana de un amigo de la escuela y la ve besando a otro, ahoga su dolor y decide “nunca más preocuparse por nada de esto […] El renunció, renunció para siempre. Iba a casa y tomaba un libro o tocaba el violín, lo que había aprendido a pesar de su pecho deformado".
Friedemann se convierte en un hombre de negocios, primero en una concesionaria de madera, luego en su propia agencia
Tras la muerte de su madre, el segundo gran dolor de su vida, se convierte en un "epicúreo". Agradecido por los pocos placeres que tiene a su disposición, también sabe disfrutar de los deseos y anhelos insatisfechos, porque se dice a sí mismo que cuando "se cumplan, lo mejor habrá pasado". Como reconoce “que la educación es parte de la capacidad de disfrutar, sí, que la educación es siempre la capacidad de disfrutar”, se dedica a la música y la literatura paralelamente a su trabajo y desarrolla una gran pasión por el teatro. Llega así a los treinta años y espera el resto de su vida "con tranquilidad".
Pero luego cambia el comando de distrito de la ciudad y llega de Berlín llegó el “extraordinariamente rico” teniente coronel von Rinnlingen y su esposa Gerda, una joven pelirroja, de tan solo 24 años y de austera belleza, que fuma y hace equitación, y es percibida por su entorno como demasiado liberal y campechana e incluso como gélida. Johannes Friedemann, sin embargo, queda atónito a primera vista e inmediatamente siente un fuerte afecto por ella. Durante su visita de cortesía, felizmente registra que Gerda von Rinnlingen no solo expresa el deseo de hacer música con él, sino que también insinúa un parentesco secreto al señalar sus propios achaques.
Durante una gran recepción nocturna en la casa de von Rinnlingen, a la que también está invitado Friedemann, Gerda le pide que la acompañe al parque de la espléndida villa. En un banco a la orilla del río adyacente, habla directamente sobre las dolencias físicas de Friedemann y lo lleva a confesar que hasta ahora toda su vida solo ha parecido feliz, y que en realidad ha sido "mentira e ilusión". Ella elogia su "valentía" y reafirma ser su alma gemela, destacando que ella también "sabe un poco sobre la desgracia". Friedemann cae de rodillas frente a Gerda y le revela impetuosamente su necesidad de amor, la cual trató de reprimir durante mucho tiempo debido a las heridas y humillaciones en su juventud. Ella no lo rechaza, pero tampoco se inclina hacia él, sino que mira rígidamente en la lejanía. Pero luego, de repente, lo aparta con una risa desdeñosa y lo deja solo.
Johannes Friedemann se siente tratado como un perro y destruido. Corre unos pocos pasos hasta la orilla del río y cae al suelo: "Boca abajo se deslizó más hacia adelante, levantó la parte superior de su cuerpo y la dejó caer al agua. No volvió a levantar la cabeza, ya ni siquiera movía las piernas que estaban tendidas en la orilla. La naturaleza despreocupada en la noche de luna no toma parte en la tragedia. Los grillos solo interrumpen brevemente su canto, luego comienzan de nuevo y el parque murmura suavemente como antes. Risas ahogadas suenan a lo lejos.

## Ambiente
"Nos encontramos en un lugar que se está desarrollando topográfica y socialmente con un pragmatismo asombroso. Es esa antigua ciudad comercial del norte de Alemania con sus tiendas y casas de dos aguas, el antiguo edificio de la escuela con las bóvedas góticas, el pequeño teatro de la ciudad en la calle que desciende hasta el río, la gran tienda de madera junto al río, las estrechas calles iluminadas por faroles de gas, las espaciosas villas en las afueras y, sobre todo, con la casa gris a dos aguas en la que creció Friedemann, que incluye una sala de paisajes y una oficina, así como el viejo nogal en el jardín. Los protagonistas y el entorno del mundo narrativo de Thomas Mann adquieren aquí por primera vez sus contornos característicos."

## Antecedentes
En cuanto a la génesis de la obra, se han mencionado varias veces textos que podrían haber servido como posibles modelos para El pequeño señor Friedemann. Durante mucho tiempo se consideró al hombrecito jorobado de Mann como una alternativa al farmacéutico Alonzo Gieshübler de Effi Briest de Theodor Fontane. Los estudios de Malte Denkert y Maren Ermisch, sin embargo, también sugirieron que Thomas Mann había leído Eine Malerarbeit de Theodor Storm antes de escribir la novela, ya que no solo el protagonista Edde Brunken muestra paralelismos mucho más claros con Friedemann, sino también la propia novela. Thomas Mann aparentemente agregó un poco de pimienta nietzscheana a la receta y nació "El contraproyecto del hombrecito jorobado"
El erudito alemán Hans Rudolf Vaget considera que la figura de Johannes Friedemann “solo adquirió su forma y contorno porque él [Thomas Mann] sin duda lo concibió, a la luz de la crítica nietzscheana de Wagner, como una reelaboración de una figura fontaneana.” Vaget describe la lectura de Effi Briest por parte de Mann como una de sus "experiencias de lectura más fructíferas de esos años". Esta tesis puede corroborarse con una carta del autor a su amigo Otto Grautoff, en la que Mann informó en 1896 que había leído la novela poco después de su publicación y, por lo tanto, un año antes de que apareciera la novela de Friedemann.

## Comentario de Thomas Mann
Die Hauptgestalt ist ein von der Natur stiefmütterlich behandelter Mensch, der sich auf eine klug-sanfte, friedlich-philosophische Art mit seinem Schicksal abzufinden weiß und sein Leben ganz auf Ruhe, Kontemplation und Frieden abgestimmt hat. Die Erscheinung einer merkwürdig schönen und dabei kalten und grausamen Frau bedeutet den Einbruch der Leidenschaft in dieses behütete Leben, die den ganzen Bau umstürzt und den stillen Helden selbst vernichtet.
El protagonista es un hombre desatendido por la naturaleza, que sabe afrontar su destino de forma inteligente, amable, pacífica y filosófica y que ha orientado su vida por completo al descanso, la contemplación y la paz. La aparición de una mujer extrañamente bella y al mismo tiempo fría y cruel significa la incursión de la pasión en esta vida protegida, volcando toda la estructura y destruyendo al propio héroe silencioso.
Vaget, Hans Rudolf. “Thomas Mann Und Theodor Fontane. Eine Rezeptionsästhetische Studie Zu ‘Der Kleine Herr Friedemann.’” MLN, vol. 90, no. 3, 1975, pp. 448–71. JSTOR, https://doi.org/10.2307/2906800. Consultado el 24 de agosto 2022.'Sobre mí. Conferencia en dos partes, pronunciada el 2 y 3 de mayo de 1940 en la Universidad de Princeton.

## El motivo de la visitación (Heimsuchung)
Thomas Mann llamó a esta irrupción de la pasión en una vida protegida "visitación". Ella es rediseñada en La muerte en Venecia. En José y sus hermanos es la esposa de Potifar la que sufre un amor destructivo por José. El motivo de la visitación en Doctor Faustus es incorporado de manera lúdica. Se puede encontrar allí en la historia de Frau Schweigestill (Capítulo XXIII) sobre una joven de la clase alta que se enamoró de un apuesto chofer y quedó embarazada de él. Antes de la Primera Guerra Mundial una fatalidad que finalmente llevó al entremorir de esa joven.

## Interpretación
"La novela explora la idea de Ibsen de la mentira que sustenta la vida. La existencia serena y pacífica de Herr Friedemann depende de una mentira. Mientras pueda persuadirse a sí mismo de que está contento con las pequeñas cosas de la vida, tendrá la fuerza para continuar. Pero en presencia de Gerda, esta composición cultivada le falla por completo. La narrativa combina tragedia y humor. Por ejemplo, a menudo se nos recuerda la baja estatura de Friedemann. Literal y figurativamente, es un personaje abatido, e incluso su suicidio es patético: no tiene ni fuerzas para tirarse al lago, en cambio, se arrastra hacia él. Los elementos grotescos son una parte importante del mensaje del texto: sugieren el absurdo y la crueldad de la vida en general."
Las interpretaciones modernas de la historia también han visto un tema existencial en la narrativa. En cuatro cruces críticos del cuento, Friedemann se encuentra bajo la mirada de Gerda von Rinnlingen, lo que lo pone en un estado de aflicción emocional, ya que hace que Friedemann se vuelva intensamente consciente de sí mismo. Los cuatro casos en que esto ocurre son: verla llegar al pueblo en un carruaje, encontrarla en su casa, verla en la ópera y en la escena final de la historia. Es bajo la mirada de Gerda que Friedemann pierde su ser cultivado, haciendo una confesión de amor en un estado emocional incoherente y desarticulado. La mirada se siente con mayor intensidad cuando no está presente, es decir, cuando Gerda mira más allá de él. Su suicidio parece estar motivado por verse a sí mismo con sus propios ojos, ya que se da cuenta del puro desorden de toda existencia, así como de su propia existencia, lo que provoca una sensación de náusea. Además, la risa que se escucha al final de la novela, luego del suicidio de Friedemann, enfatiza cómo el yo está constantemente a merced de la mirada de los demás: expuesto al ridículo, la vergüenza y el desprecio.
Se ha señalado que el elemento trágico de la novela está basado en que la causa de la atracción mutua de los protagonistas no es la misma. Gerda busca satisfacción psíquica y física en el sentido romántico, mientras que Herr Friedemann busca, en cierto sentido, una madre. Esto se puede observar por primera vez en el teatro, donde se encuentran por segunda vez. Ella tiene un ligero escote que muestra su pecho y además, se quita el guante de la mano izquierda y lo deja a la vista de Herr Friedemann durante el espectáculo. Friedemann reacciona de forma infantil, chupándose un dedo y tocándose el pecho. El comportamiento de Gerda sería el resultado -según Freud- de la impotencia de su marido, razón por la cual aún no tiene hijos después de cuatro años de matrimonio. Tendría un doble sentido el que le pida a Friedemann que toque el violín a dúo con ella, pero él, al no tener experiencia con mujeres, a las que renunció cuando era niño, simplemente se sonroja y mira hacia otro lado. Esto la llevaría a creer que él también es impotente. Así como mira más allá de su esposo cuando él entra en la habitación, lo mira con ojos inexpresivos, en lugar de mirarlo con un brillo siniestro... con curiosidad. y con firmeza. Esto también se ve en la última escena, después de su confesión de amor. No se inclina hacia adelante en un consuelo maternal, sino hacia atrás en respuesta a un avance sexual percibido. Ella reconoció su desventaja antes, pero la pasaría por alto debido a su feroz ardor. Dado que Friedemann no reacciona, ella se comporta como son su marido, mira de frente, por encima de él, a lo lejos, negando su existencia a causa de su impotencia.

## Crítica
Volker Weidemann describió las circunstancias de la publicación de la novela: “Thomas Mann tenía miedo. El miedo del principiante a hundirse antes de salir a la superficie por primera vez. Nadie leería su volumen de novela "El pequeño señor Friedemann". Probablemente nadie. Avergonzado e inseguro, le escribió al amigo editor de una revista literaria: "Entonces aprovecharía la oportunidad para deslizar en secreto una copia de mi volumen de cuentos en tu bolsillo para que alguien pueda leerlo". No sabemos si el editor finalmente leyó el libro que le fue impuesto. No escribió una reseña. Sin embargo, algunos periódicos publicaron al menos reseñas del libro. Todas alabando moderadamente. “Pequeñas piezas de gabinete de fina pintura psicológica”, “Sabiduría comprimida”. Amabilidades de revisores desconocidos. Sin consecuencias.”
El crítico austríaco Richard Schaukal (1874-1942) fue el primero en elogiar de forma incondicional la novela, refiriéndose a ella y a los cuentos publicados en el libro homónimo diciendo: “"Hay tanta belleza, verdad, conquista de la vida y tristeza fascinante en ellos. Ningún libro desde la primera aparición de d'Annunzio, Nansen y Tschechoff me ha causado una impresión similar. El autor debe ser recordado, él es un artista puro, seguro y experimentado".
"El pequeño señor Friedemann refleja una predilección naturalista por los temas desagradables. En la obra está presente la típica apertura paródica del autor en la que utiliza un sofisticado desapego y eufemismo para hacer que el triste destino de un niño a manos de su niñera parezca tragicómico. También está presente el confesión pública del héroe antes de su descenso a la locura."
Ethel Lorinda Peabody considera la novela artísticamente perfecto, especialmente las pequeñas descripciones de la naturaleza colocadas en momentos clave. Por ejemplo, después de la noche en la ópera, Herr Friedemann se despierta con una sensación de calma y confianza a la que sintoniza la naturaleza, con los pájaros cantando y el cielo azul brillando. Nuevamente, en el momento de su suicidio, los grillos dejan de cantar, pero reanudan pronto y se puede escuchar el sonido tranquilo de la risa. Peabody piensa que la historia no es inusual, pero que el estilo y el lenguaje simple se destacan con vívidamente.

## Adaptación
La novela fue filmada para televisión por Peter Vogel en 1990, con Ulrich Mühe en el papel principal y Maria von Bismarck como Gerda.

## Enlaces web
- Thomas-Mann-Figurenlexikon von Eva D. Becker im Portal Literaturlexikon online

- Datos: Q371079